# São Francisco (rijeka)
São Francisco je najduža rijeka unutar granica Brazila, ukupne dužine od 2.830 kilometara. Riječni sistem ove rijeke je četvrti po veličini u Južnoj Americi. Izvor rijeke se nalazi u državi Minas Gerais, odakle, uglavnom ide na sjever, kroz unutražnjost Brazila, skupljajući vodu na površini od 630 000 km², prije nego skrene na istok, kreirajući granicu između Bahije, Pernambucoa i Alagoasa. Pri ulijevanju u Atlantski ocean čini granicu između Sergipea i Alagoasa.
Rijeku je otkrio Amerigo Vespucci 4. listopada 1501.g. i nazvao je prema Svetom Franji Asiškom.
Veće pritoke su:
- Paraopeba
- Abaeté
- Rio das Velhas
- Jequitaí
- Paracatu,
- Urucuia
- Verde Grande
- Carinhanha
- Corrente
- Rio Grande

Područje kojom protiče ova rijeka je uglavnom nenaseljeno ili rijetko naseljeno, ali ipak ima nekoliko gradova koji leže na ovoj rijeci:
- Pirapora
- São Francisco
- Januária
- Bom Jesus da Lapa
- Petrolina
- Juazeiro
- Paulo Afonso

Najprosperitetniji gradovi sliva rijeke Sao Francisco su ipak Petrolina i Juazeiro, zbog izgradnje brane Sobradinho, koja je omogućila navodnjavanje regije i proizvodnju voća.